# 譚松韻
譚松韻（タン・ソンユン、1990年5月31日 - ）は、中華人民共和国の女優。四川省瀘州市出身。

## 略歴
四川省の舞踊学校で古典舞踊を学ぶ。15歳でドラマデビューし、17歳で北京電影学院に入学。2015年にドラマ『ときめき♡旋風ガール』で大きく注目されると、翌2016年に主演した『最上のボクら with you』が大ヒット。青春ラブストーリーのヒロインとしての地位を固めた。

## 出演

### ドラマ
- 宮廷の諍い女（2011年）
- ときめき♡旋風ガール（2015年）
- 最上のボクら with you（2016年）
- 私のツンデレ師匠様!（2016年）
- キミとスプラッシュKiss 〜はじける気持ち〜（2017年）
- 花様衛士〜ロイヤル・ミッション〜（2019年）
- ファーストラブ 〜初恋の麻洋街〜（2020年） 別邦題『麻洋街（マーヤンジェ）へようこそ』
- 民初八行伝 ～正しき反逆者たち～（2020年）
- 家族の名において（2020年）
- 恋心は玉の如き（2021年）
- フライト・トゥ・ユー〜君との距離〈マイル〉（2022年）
- 可愛い秘書には野望がある（2022年）
- マイ・ファーストラブ（2023年）
- 星より輝く君へ（2024年）